# Las Kellies
Las Kellies est un groupe féminin de post-punk argentin, originaire de Buenos Aires. Il est formé en 2005 par Ceci Kelly (chant, guitare électrique), Titi Kelly (basse) et Sil Kelly (percussions et chant). Il a la particularité de n'être et de n'avoir été composé que de femmes.
Leurs albums sont caractérisés par de nombreuses chansons courtes, dynamiques et entrainantes, ainsi que par un nombre important de chansons en différentes langues : anglais, espagnol, français, allemand, japonais, portugais et catalan. Le groupe compte son actif un total de quatre albums : Shaking dog! (2007), Kalimera (2009), Kellies (2010), et Friends and Lovers (2016).
En date, le groupe se compose de Ceci Kelly, Adri Kelly (basse) et Sil Kelly (percussions, chant). Les membres du groupe ont tous adopté le nom de famille de Ceci Kelly comme nom de scène.

## Biographie

### Formation et débuts (2005–2007)
Le groupe est formé en 2005 à Buenos Aires,. Les membres originaux de Las Kellies, Ceci Kelly, Titi Kelly et Sil Kelly se rencontrent au cours d'un concert avec le désir ardent de créer un groupe de rock féminin.
À la recherche d'un nom, elles ont l'idée de se servir du nom de leur chanteuse et guitariste : ainsi, chaque musicienne du groupe utilise comme pseudonyme le nom de famille que Ceci Kelly. Titi Kelly quitte le groupe avant la sortie de leur premier album en 2007, pour raisons personnelles et sera remplacé par J.J. Kelly. À la création du groupe, Ceci Kelly a déjà en tête un nombre important de mélodies qu'elle désire jouer. Le groupe a toujours joué ses propres compositions, à l'exception de quelques reprises comme Mongoloid de Devo.

### Shaking Dog!etKalimera(2007–2009)

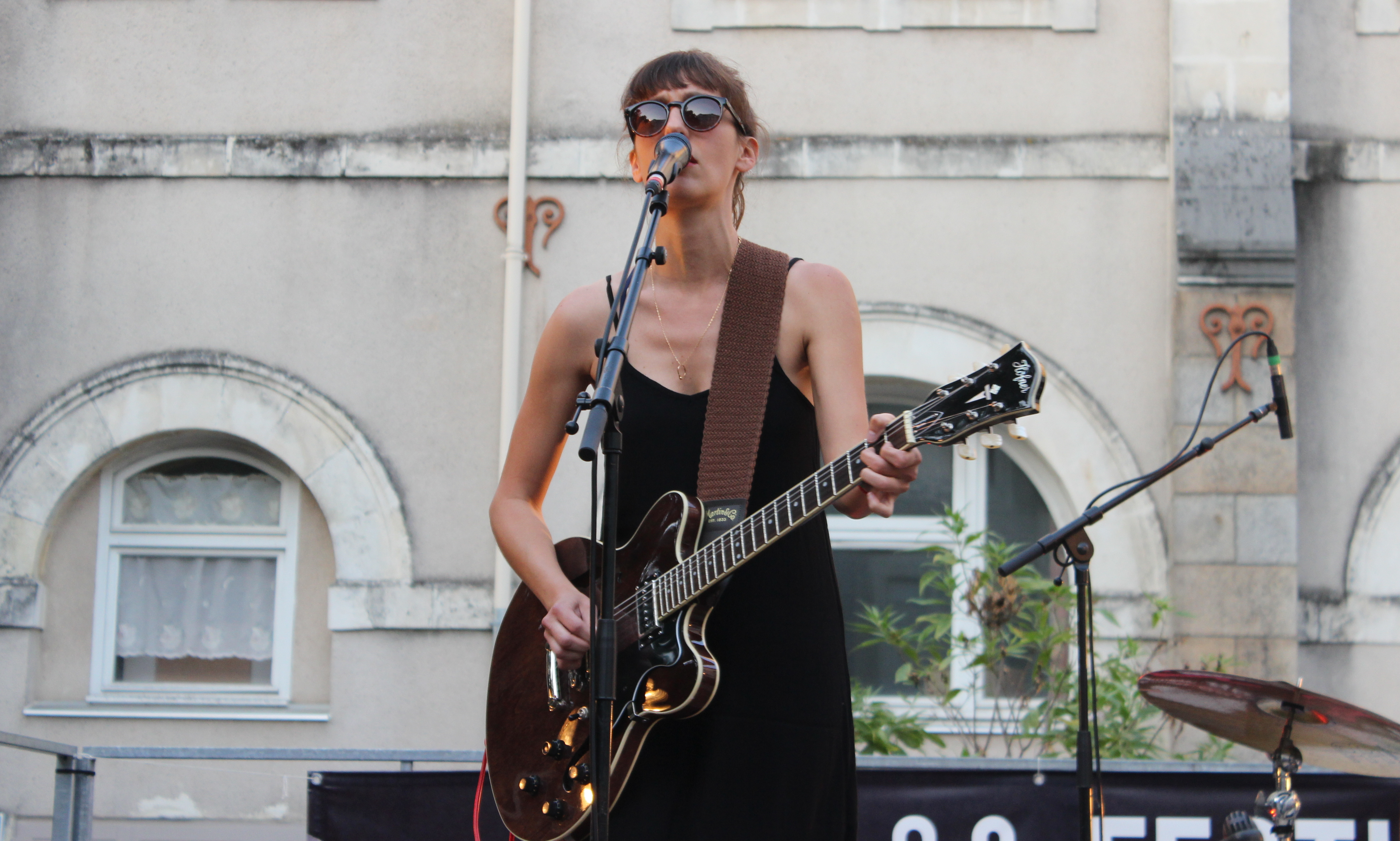
Ceci Kelly, au chant et à la guitare électrique, lors du festival Fumetti à Nantes, en France, le 8 juillet 2017.

Après avoir joué ensemble durant plus de deux ans, Las Kellies sort son premier album, Shaking Dog! en janvier 2007 sous leur propre label indépendant. Le groupe est alors composé de Ceci Kelly, J.J. Kelly et Sil Kelly. Les chansons de cet album sont principalement composées par Ceci Kelly, que ce soit pour l'aspect mélodique ou rythmique des morceaux.
Leur deuxième album, Kalimera, sort en juin 2009, avec un total de 11 chansons, et est également indépendant. La formation reste la même pour cet album. La même année, le groupe entamera sa première tournée en Europe notamment : Danemark, la Suède, l'Allemagne, France, Espagne, Autriche, et Pays-Bas. Le groupe apparaît également dans plusieurs festivals, comme Down by the River, Open Air, Secret Garden Party, Teenitus Fest, Jarana Festival, ou encore Fusion Festival. Pour ce second album, Ceci Kelly sera aidé par les deux autres membres du groupe pour composer les 11 morceaux de ce disque.

### Kellies(2010–2015)

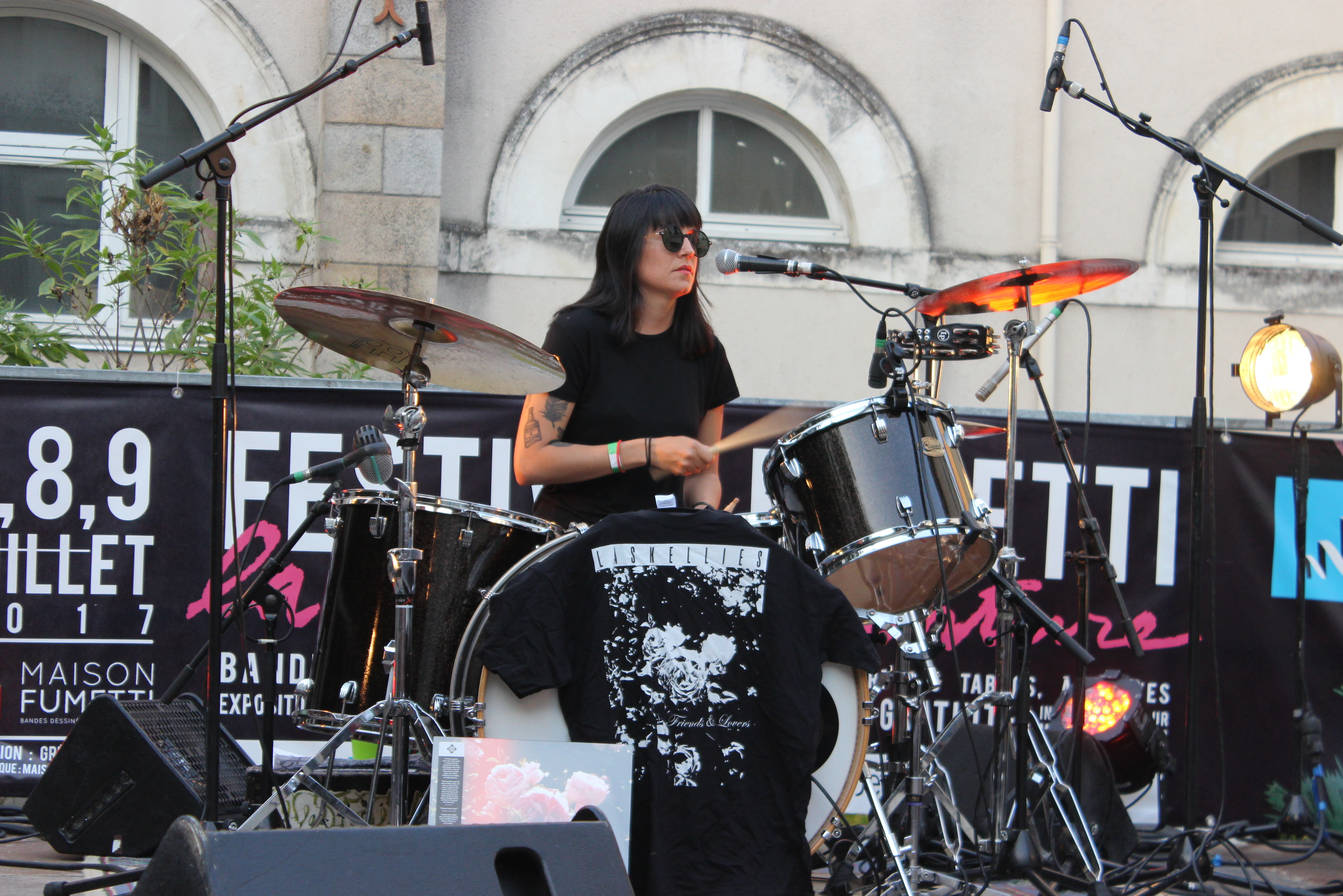
Sil Kelly, percussions et chant de Las Kellies, lors du festival Fumetti, à Nantes, en France, le 8 juillet 2017.

Leur troisième album Kellies sort en janvier 2010 avec un total de 14 chansons. L'enregistrement est fait par Crang Record et Rastrillo Records en Argentine, mixé par Dennis Bovell, mais c'est Fire Records qui l'édite au Royaume-Uni. Dans cet album, on retrouve un son garage et post-punk. En 2011, le groupe entame sa seconde tournée en Europe, avec comme formation : Ceci Kelly, Betty Kelly et Sil Kelly, J.J. Kelly ayant quitté le groupe, pour raisons personnelles. Le groupe tournera pour la troisième fois en Europe en 2012, avec Adry Kelly à la basse, Betty Kelly ayant elle aussi quitté le groupe. En 2012, elles se joignent au groupe allemand Mouse on Mars pour l'enregistrement du mini-album WOW.
Las Kellies a ainsi au total quatre bassistes différentes dans ses rangs. Mais, pour elles, chacune a apporté un petit quelque chose de la musique qu'elles produisent. Contrairement aux deux autres albums, celui-ci est composé par tous les membres du groupe, chacune apportant sa propre contribution.

### Friends and Lovers(depuis 2016)
En 2016, elles publient leur cinquième album, Friends and Lovers,, produit par Iván Diaz Mathé, qui est précédé par les singles Summer Breeze et Make it Real. Le trio embarque pour une autre tournée européenne entre novembre et décembre 2016,. Dès lors, le groupe ne montre plus de signe d'activité.

## Membres

### Membres actuels
- Ceci Kelly - chant, guitare (depuis 2005)
- Sil Kelly - percussions, chant (depuis 2005)
- Sofi Kelly - basse (depuis 2013)

### Anciens membres
- Titi Kelly - basse (2005-2006)
- J.J. Kelly - basse (2007-2009)
- Betty Kelly - basse (2010-2011)

## Discographie
2020-suck this tangerine 